# Азмі Мохамед
Азмі бін Мохамед (малай. Azmi Mohamed; 25 серпня 1971, Джохор) — малайзійський футболіст, що грав на позиції нападника, та футбольний тренер.

## Ігрова кар'єра
У 1990-х роках Азмі Мохамед грав на позиції нападника у клубах «Джохор» і «Негері-Сембілан», а також грав у молодіжній збірній Малайзії на турнірі Мердека 1991 року та олімпійській кваліфікації 1992 року. Він також грав у національній збірній Малайзії на Іграх Південно-Східної Азії 1997 року, де забив переможний гол проти В'єтнаму та зробив хет-трик у матчі проти Філіппін. Азмі також грав у Чемпіонаті АФФ 1998 року. Серед досягнень футболіста є перемога в Кубку Футбольної асоціації Малайзії 1998 року у складі клубу «Джохор».

### «Джохор», «Джохор-2» і «Джохор Дарул Тазім»
У сезоні 2011 року Азмі Мохамед увійшов до штабу футбольного клубу «Джохор», і вивів команду до чільної четвірки. Незважаючи на те, що «Джохор» фінішував у верхній частині турнірної таблиці, команда не змогла претендувати на підвищення до вищого дивізіону після погіршення форми з середини сезону. Повідомлено, що Азмі перейде до іншої команди «Джохор Дарул Тазім» на сезон 2012 разом з Деваном після того, як тренер провів переговори з футбольною асоціацією Джохора.
У середині сезону 2012 року Деван пішов у відставку після слабкого виступу «Джохора», і команда зайняла друге місце знизу в турнірній таблиці, тобто була в зоні вильоту. Команду очолив Сазалі Сайдон, а Азмі Мохамед залишився на посаді помічника головного тренера. Клубу вдалося піднятися на 9 місце, на дві позиції вище зони вильоту.
Після призначення нового голови футбольної асоціації штату Тунку Ісмаїла Ідріса Азмі Мохамеда повернули на посаду головного тренера другої команди «Джохора», а Фанді Ахмад став головним тренером першої команди «Джохора».
30 липня 2013 року футбольна асоціація Джохора повідомила, що Азмі Мохамед був призначений головним тренером клубу «Джохор Дарул Такзім» у розіграші Кубка Малайзії 2013 року після того, як колишній головний тренер Фанді Ахмад пішов у відставку за взаємною згодою з футбольною асоціацією штату. з сезону 2014 року Азмі Мохамед став головним тренером команди «Джохор ІІ».

### «Фелда Юнайтед»
У 2017 році Азмі Мохамед став головним тренером клубу «Фелда Юнайтед», замінивши на цій посаді Ірфана Бакті, який залишив команду в січні 2017 року, але Азмі подав у відставку 9 лютого 2017 року лише після 3 ігор чемпіонату.